# Heather Langenkamp

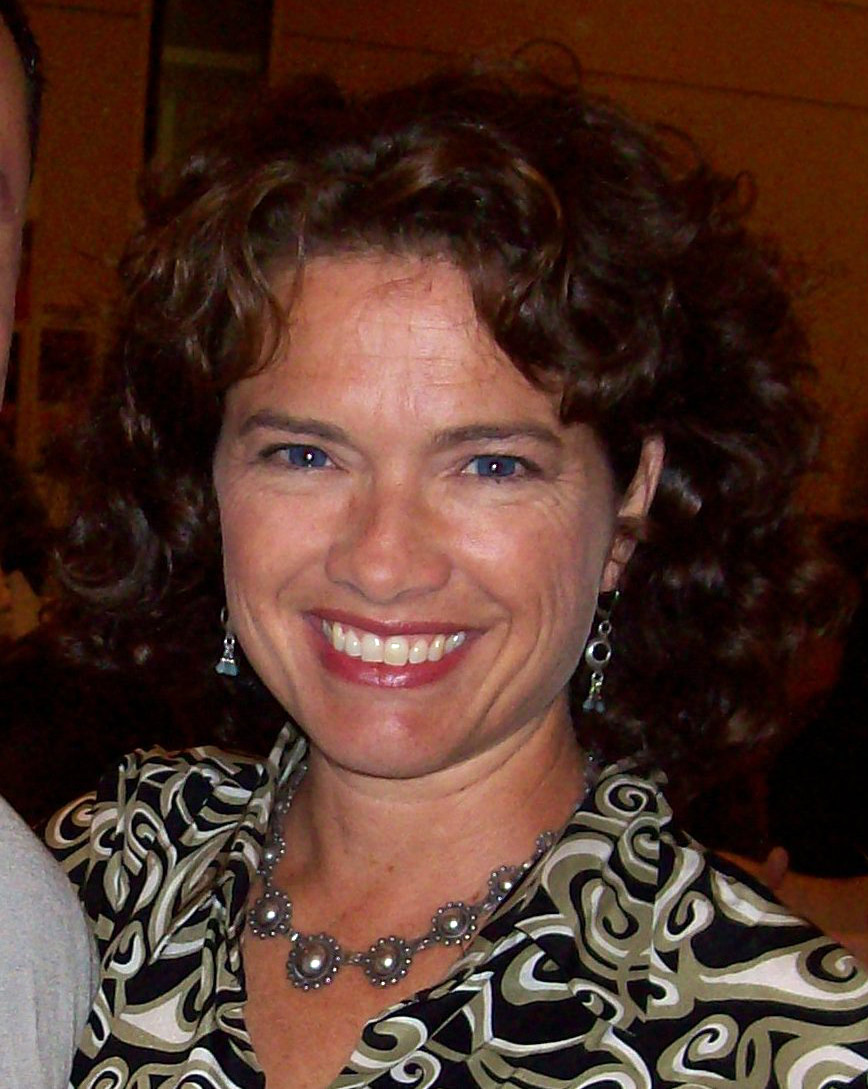
Heather Langenkamp (2008)

Heather Elizabeth Langenkamp (* 17. Juli 1964 in Tulsa, Oklahoma) ist eine US-amerikanische Schauspielerin und Regisseurin.

## Karriere
Heather Langenkamp wurde von Wes Craven in ihrem Debütfilm Nickel Mountain entdeckt und erreichte mit dessen Film Nightmare – Mörderische Träume aus dem Jahr 1984 Berühmtheit. Es folgten weitere Rollen im Horror-Genre, sie hatte aber auch Auftritte in Fernsehserien wie Hotel und Unser lautes Heim und eine Hauptrolle in dessen Ableger Just the Ten of Us. 1994 übernahm sie die Rolle der Nancy Kerrigan in einem Fernsehfilm, welcher ein Attentat auf die Eiskunstläuferin thematisiert. Später betätigte sie sich bei Filmproduktionen auch hinter der Kamera, einmal als Regisseurin und häufiger im Bereich Produktion oder Make-up, darunter auch Filme wie Star Trek Into Darkness.
Heather Langenkamp ist in zweiter Ehe verheiratet, ihr zweiter Ehemann ist David LeRoy Anderson, der als Maskenbildner mit zwei Oscars prämiert wurde. Gemeinsam haben sie zwei Kinder. Ihr Schwiegervater ist der ebenfalls Oscar-nominierte Maskenbildner Lance Anderson.

## Filmografie (Auswahl)
Darstellerin
- 1984: Nickel Mountain
- 1984: Die Lüge – Trauerflor für zwei Geliebte (Passions, Fernsehfilm)
- 1984: Nightmare – Mörderische Träume (A Nightmare on Elm Street)
- 1985: Suburban Beat (Fernsehfilm)
- 1986: CBS Schoolbreak Special (Fernsehserie, Folge 3x02)
- 1986: Junge Schicksale (ABC Afterschool Specials, Fernsehserie, Folge 14x05)
- 1986: Detective Kennedy – Nachtschicht in L.A. (Heart of the City, Fernsehserie, Folge 1x2)
- 1987: Nightmare III – Freddy Krueger lebt (A Nightmare on Elm Street 3: Dream Warriors)
- 1987: The New Adventures of Beans Baxter (Fernsehserie, Folge 1x12)
- 1987: Hotel (Fernsehserie, Folge 5x06)
- 1988–1990: Chaos Hoch Zehn (Just the Ten of Us, Fernsehserie, 47 Folgen)
- 1988–1990: Unser lautes Heim (Growing Pains, Fernsehserie, 5 Folgen)
- 1989: Shocker
- 1990: ABC TGIF (Fernsehserie, Folge 1x19)
- 1994: Die Eisprinzessin und das Biest – Die wahre Geschichte von Tonya und Nancy (Tonya & Nancy: The Inside Story, Fernsehfilm)
- 1994: Freddy’s New Nightmare (Wes Craven’s New Nightmare)
- 1995: The Demolitionist
- 1997: Perversions of Science (Fernsehserie, Fogle 1x09)
- 1999: Fugitive Mind – Der Weg ins Jenseits (Fugitive Mind)
- 1999: Partners (Fernsehserie, Folge 1x05)
- 2000: Highway to Hell – 18 Räder aus Stahl (18 Wheels of Justice, Fernsehserie, Folge 1x1)
- 2002: JAG – Im Auftrag der Ehre (JAG, Fernsehserie, Folge 7x14)
- 2007: The Bet
- 2012: Butterfly Room – Vom Bösen besessen (The Butterfly Room)
- 2013: Star Trek Into Darkness
- 2014: American Horror Story (Fernsehserie, 2 Folgen)
- 2015: Vault of the Macabre II (Kurzfilm)
- 2015: The Bay (Fernsehserie, 4 Folgen)
- 2015: Intruder (Kurzfilm)
- 2016: Home
- 2016–2020: The Bet (Fernsehserie, 4 Folgen)
- 2017: The Sub (Kurzfilm)
- 2017: Truth or Dare (Fernsehfilm)
- 2018: Unholy Blood (Kurzfilm)
- 2019: Getting the Kinks Out
- 2019: Portal
- 2020: StopTheNightmare (Kurzfilm)
- 2020: JJ Villard’s Fairy Tales (Fernsehserie, Stimme, Folge 1x01)
- 2020: Cottonmouth (Kurzfilm)
- 2021: My little Pony – Eine neue Generation (My Little Pony: A New Generation, Stimme)
- 2022: Glitch (Kurzfilm)
- 2022: Gänsehaut Um Mitternacht (The Midnight Club, Fernsehserie, 10 Folgen)
- 2024: The Life of Chuck

Regisseurin
- 2008: Prank